# 千四大桥
千四大桥（韓語：천사대교），原名新千年大桥（韓語：새천년대교），是位于韩国全罗南道新安郡的一座公路桥，承载国道2号，连接岩泰面的岩泰岛与押海邑的押海岛，它是韩国第一座同时拥有悬索桥和斜拉桥两种桥型的跨海大桥。项目总长10.8千米，于2019年4月4日通车。
千四大桥的建成，使新安郡境内的飞禽、都草、荷衣、新衣、长山、安佐、八禽、岩泰、慈恩等9座呈菱形分布的岛屿，即所谓“钻石群岛”形成了最短的陆上交通网络。

## 概况
2001年8月，开始为建设一座连接押海岛与八禽岛之间长6.7千米的跨海大桥展开可行性研究及初步设计。2005年11月，公布了初步设计效果图，并被企划预算处选定为2005年下半年初步可行性研究项目。
由于新千年大桥的10亿韩圆设计费用被列入2007年的政府预算中，益山地方國土管理廳于2008年开始筹建该项目，目标是2011年开始动工兴建。2008年9月10日，政府宣布将新千年大桥项目列入“5+2都市经济区发展规划”30个龙头项目，大大推动了该项目的进展。
2009年，木浦海洋大学207位教职员向青瓦台和国土交通部提交请愿书，要求修改大桥设计，他们提出，最初的大桥设计仅允许3,000吨级船舶通过，将会阻碍未来木浦港至中国最短航线上的大型船舶通行。对此，益山地方土地管理局咨询了有关部门，并对桥梁设计进行了调整，以满足5,000吨级船舶通行的要求。此外，桥面公路最初设计的双向两车道，被指出不足以应对未来日益增长的交通需求，因此扩展了桥梁宽度以容纳包括可变车道在内的双向三车道通行。
2009年3月16日，调达厅发布了该项目总价5,500亿韩圆的一次性（交钥匙方案）招标公告。

## 设计和建设
项目总长度10.8千米，其中桥梁全长7.224千米，分为两个标段建设：
- 一标段：总长5.05千米，桥梁长3.584千米，由大宇建设及韩进交通等8家公司组成的联合体承建，包括1,004米长的双塔斜拉桥和2,580米的预应力混凝土箱梁引桥，其中斜拉桥跨径布置为：67+120+120+510+120+67米，桥下净空高39.8米，可通过5,000吨级船舶；主跨主梁采用流线型单箱三室钢箱梁，桥面宽12.5米（不含风嘴），边跨主梁采用单箱双室混凝土梁，桥面宽17.5米。两座桥塔均为A形塔，分别高195米和135米，桥塔与主梁固结。大桥采用平行钢丝斜拉索，双索面布置。背索均锚固在墩顶锚固台上，墩顶锚固台与桥墩为整体式结构。
- 二标段：总长5.75千米，桥梁长3.640千米，由大林工业（朝鲜语：DL이앤씨）及南阳建设（朝鲜语：남양건설）等6家公司组成的联合体承建，包括1,750米长的三塔悬索桥和1,890米长的预应力混凝土箱梁引桥，其中悬索桥为韩国第一座跨海三塔悬索桥，跨径布置为：225+650+650+225米[14]，桥下净空高74米，可通过32万吨级油轮[12]；主缆垂跨比为1:8，每根主缆直径309.4毫米，重1,900吨，采用PPWS法架设，钢丝标准抗拉强度为1,960兆帕；索鞍采用钢-混组合结构，底座为现浇混凝土结构，索槽为钢结构，采用塔吊安装。钢箱加劲梁全宽16.5米，采用扁平钻石形钢箱梁，为抑制桥梁颤振，风嘴角度设为30°，钢箱梁下翼缘倾角为13°，只有风速超过100米/秒，才会引发结构颤振。为了减轻加劲梁重量，加劲梁的主要构件均采用HSB500高性能桥梁钢，箱梁内部未设置横隔板，而采用多道斜腹杆作为内支撑。桥面铺设50毫米厚的环氧沥青铺装层。桥塔为H形钢筋混凝土塔，中塔高163.2米，塔底截面尺寸为12×8米，抗弯惯性矩为6.650米4；边塔高150.4米，塔底截面尺寸为7×7.15米，抗弯惯性矩为1.020米4；中塔抗弯刚度约为边塔的6.5倍。桥塔基础采用沉井与钻孔桩组合基础。锚碇承载的水平力为74,200千牛，是韩国已建成悬索桥中最小的[15]。

## 历史
- 2008年9月：完成初步可行性研究和详细设计。
- 2010年9月15日：正式开工建设。
- 2019年4月4日：千四大桥正式通车，并被限定为自动车专用道路（朝鲜语：자동차 전용도로）。

## 命名
2010年7月，大桥建设之初，新安郡议会通过了将“新千年大桥”更名为“金大中大桥”的提案，引发了争议。此后，务安－新安连接桥被命名为“金大中大桥”，该桥因新安郡境内共有1,004座岛屿，而取名为“千四大桥”，由于“千四”的韩语发音与“天使”相同，因此亦可译为“天使大桥”。

## 事件及意外
- 2013年4月19日，一艘1,700吨级的采沙船经过岩泰岛附近海域时，与正在施工的桥墩发生碰撞，导致4个桥墩中的2个完全损坏，另外2个部分损坏。据报道，采沙船的船长是因酒后驾驶导致了事故[17]。

- 2013年12月，大宇建设部分员工因收受分包商贿赂被抓获，施工现场办公室被查封，承包商及分包商现场主管均被捕[18]。

- 2014年4月，根据韩国监查院对韩国道路建设项目的审计结果，新千年大桥悬索桥段的设计采用了与双车道相应的车辆荷载，而非三车道荷载，因此对大桥设计进行了更改。

- 2019年7月，大桥在微弱的风中发生上下晃动，引发了对于大桥安全性的争议[19]。

## 注意事项
由于千四大桥在开通时被限定为自动车专用道路，行人、自行车、马车、手推车等禁止通行，而两轮自动车（包括摩托车、电动自行车）仅限登记为应急车辆的两轮车（警用摩托车、消防摩托车）通行，其他两轮车及微型电动车、农业机械等均禁止通行。